# Lithacodia argyrophanes
Lithacodia argyrophanes är en fjärilsart som beskrevs av Paul Mabille. Lithacodia argyrophanes ingår i släktet Lithacodia och familjen nattflyn. Inga underarter finns listade i Catalogue of Life.